# Kostjantyn Rurak
Kostjantyn Mychajlowytsch Rurak (ukrainisch Костянтин Михайлович Рурак, engl. Transkription Kostyantyn Rurak; * 9. April 1974 in Tscheljabinsk, Russische Sowjetrepublik, Sowjetunion) ist ein ehemaliger ukrainischer Sprinter.
Bei den Olympischen Spielen 1996 in Atlanta erreichte er über 100 Meter das Viertelfinale und belegte mit der ukrainischen Mannschaft in der 4-mal-100-Meter-Staffel den vierten Platz. Vier Jahre später bei den Olympischen Spielen in Sydney schied er über 100 Meter erneut im Viertelfinale aus.
Bei den Europameisterschaften 2002 in München kam er über 100 Meter ins Halbfinale und gehörte in der 4-mal-100-Meter-Staffel zur ukrainischen Mannschaft, die nach der Disqualifikation der britischen Stafette die Goldmedaille gewann. Bei den Weltmeisterschaften 2003 in Paris/Saint-Denis schied er über 100 Meter im Vorlauf aus.
Viermal wurde er nationaler Meister über 100 Meter (1999, 2000, 2002, 2003) und einmal über 200 Meter (2002).

## Persönliche Bestzeiten
- 60 m (Halle): 6,54 s, 29. Januar 2004, Saporischschja
- 100 m: 10,17 s, 3. August 2000, Kiew
- 200 m: 20,75 s, 23. Juni 2002, Annecy